# Новойолчанська сільська рада
Новойолчанська сільська рада (біл. Новаялчанскі сельсавет) — адміністративно-територіальна одиниця в складі Брагінського району Гомельської області Білорусі. Адміністративний центр — Червоне.
Новойолчанська сільська рада розташована на південному сході Білорусі, у південній частині Гомельської області, і по Дніпру межує з Україною.
До складу сільради входять такі населені пункти:
- Асаревичі
- Берізки
- Вялле
- Галки
- Голубівка
- Нова Йолча
- Олександрівка
- Стара Йолча
- Червоне

У межах сільради розташована залізнична станція Йолча, що підпорядкована за договором оренди Укрзалізниці.